# Camptoscaphiella tuberans
Camptoscaphiella tuberans là một loài nhện trong họ Oonopidae.
Loài này thuộc chi Camptoscaphiella. Camptoscaphiella tuberans được miêu tả năm 2007 bởi Tong & Li.